# Premiul Grammy pentru cea mai bună înregistrare dance
Premiul Grammy pentru cea mai bună înregistrare dance/electronică este acordat în cadrul Premiilor Grammy din 1998.
Primii câștigători ai premiului au fost Donna Summer și Giorgio Moroder, pentru cântecul  „Carry On”. Madonna, The Chemical Brothers și Bonobo dețin recordul pentru cele mai multe nominalizări la această categorie (cinci). Skrillex este artistul cu cele mai multe premii câștigate, numărând patru victorii.

## Câștigători
| Imagine indisponibilă                            |  | Imagine indisponibilă                                                                     |
| Skrillex a câștigat în 2012, 2013, 2016 și 2024. |  | Alături de Skrillex și Diplo, Justin Bieber a câștigat pentru cântecul „Where Are Ü Now”. |

| Anul | Câștigători | Cântec                                          | Ref.   |
| ---- | --- | ----------------------------------------------- | ------ |
| 1998 | Donna Summer și Giorgio Moroder                                                                                             | „Carry On”                                      | [ 1 ]  |
| 1999 | Madonna | „Ray of Light”                                  | [ 2 ]  |
| 2000 | Cher | „Believe”                                       | [ 3 ]  |
| 2001 | Baha Men | „Who Let the Dogs Out?”                         | [ 4 ]  |
| 2002 | Janet Jackson | „All for You”                                   | [ 5 ]  |
| 2003 | Dirty Vegas | „Days Go By”                                    | [ 6 ]  |
| 2004 | Kylie Minogue | „Come into My World”                            | [ 7 ]  |
| 2005 | Britney Spears | „Toxic”                                         | [ 8 ]  |
| 2006 | The Chemical Brothers și Q-Tip · The Chemical Brothers, producători; Steve Dub și The Chemical Brothers, mixeri             | „Galvanize”                                     | [ 9 ]  |
| 2007 | Justin Timberlake ft. Timbaland · Nate (Danja) Hills, Timbaland și Justin Timberlake, producători; Jimmy Douglass, mixer    | „SexyBack”                                      |        |
| 2008 | Justin Timberlake · Nate (Danja) Hills, Tim Mosley și Justin Timberlake, producători; Jimmy Douglass și Tim Mosley, mixeri  | „LoveStoned/I Think She Knows”                  | [ 10 ] |
| 2009 | Daft Punk · Guy-Manuel De Homem-Christo și Thomas Bangalter, producători and mixeri                                         | „Harder, Better, Faster, Stronger” (Alive 2007) | [ 11 ] |
| 2010 | Lady Gaga · RedOne, producător; Robert Orton, RedOne și Dave Russell, mixeri                                                | „Poker Face”                                    | [ 12 ] |
| 2011 | Rihanna · Kuk Harrell, Stargate și Sandy Vee, producători; Philip Tan and Sandy Vee mixeri                                  | „Only Girl (In the World)”                      | [ 13 ] |
| 2012 | Skrillex · Skrillex, producător și mixer                                                                                    | „Scary Monsters and Nice Sprites”               | [ 14 ] |
| 2013 | Skrillex and Sirah · Skrillex, producător și mixer                                                                          | „Bangarang”                                     | [ 15 ] |
| 2014 | Zedd ft. Foxes · Zedd, producător și mixer                                                                                  | „Clarity”                                       | [ 16 ] |
| 2015 | Clean Bandit featuring Jess Glynne · Grace Chatto și Jack Patterson, producători; Wez Clarke și Jack Patterson, mixeri      | „Rather Be”                                     | [ 17 ] |
| 2016 | Jack Ü (Skrillex și Diplo) cu Justin Bieber · Sonny Moore și Thomas Pentz, producători; Sonny Moore și Thomas Pentz, mixeri | „Where Are Ü Now”                               | [ 18 ] |
| 2017 | The Chainsmokers featuring Daya · The Chainsmokers, producători; DJ Swivel, mixer                                           | „Don't Let Me Down”                             | [ 19 ] |
| 2018 | LCD Soundsystem · James Murphy, producător și mixer                                                                         | „Tonite”                                        | [ 20 ] |
| 2019 | Silk City (Diplo și Mark Ronson) și Dua Lipa · Jarami, Alexia Metric, Ritton & Silk City, producători; · Josh Gudwin, mixer | „Electricity”                                   | [ 21 ] |
| 2020 | The Chemical Brothers | „Got to Keep On”                                | [ 22 ] |
| 2021 | Kaytranada ft. Kali Uchis                                                                                                   | „10%”                                           | [ 23 ] |
| 2022 | Rüfüs Du Sol | „Alive”                                         | [ 24 ] |
| 2023 | Beyoncé | „Break My Soul”                                 | [ 25 ] |
| 2024 | Skrillex, Fred Again & Flowdan                                                                                              | „Rumble”                                        | [ 26 ] |
| 2025 | Justice & Tame Impala | „Neverender”                                    | [ 27 ] |